# 相澤一成
相澤 一成（あいざわ かずなり、1969年8月1日 - ）は、日本の俳優。宮城県名取市出身。身長182cm、体重68kg。血液型O型。アクトレインクラブ所属の後、2023年秋からはTMエンタテインメントに移籍。

## 略歴
モデルを経て、1996年に『超光戦士シャンゼリオン』の速水克彦 / ザ・ブレイダー役で役者としてデビュー。1997年より外部参加で劇団ストレイドックで芝居を磨く。
2000年、座長の脚本家・森岡利行の初監督作品映画『暗闇のレクイエム』の主役に抜擢。年2～3回の劇団の主役を務める。2003年には自主公演『てふてふ』を上演する等、舞台にも活躍の場を広げている。

## 出演

### 映画
- 漂流街（2000年）
- REQUIEM of DARKNESS クラヤミノレクイエム（2000年）
- 男たちの遊戯（2001年）
- Dolls（2002年、北野武監督）
- ピカレスク〜人間失格〜（2002年）
- いつかA列車に乗って（2003年）
- SEMI〜鳴かない蝉（2003年）
- 神は天にあり、世は全て事も無し
- へんげ（2011年、大畑創監督）
- 野のなななのか（2014年5月17日、大林宣彦監督）

### 舞台
- PARADISE〜カッコーの巣の上を〜
- 銀幕に抱かれて〜蒲田行進曲〜
- 暗闇のレクイエム
- 月と箱舟
- カノン
- 路地裏の優しい猫
- 悲しき天使
- 心は孤独なアトム
- 竜二
- てふてふ
- 美しきものの伝説
- あたま山心中
- ヤサシモウジュウ
- 眠れぬ夜の電波ハイジャック
- 三日月堂書店
- 本能寺オテロ - 主演
- 眠れぬ夜のホンキートンクブルースEPISODE1〜上京編〜

### テレビドラマ
- 超光戦士シャンゼリオン（1996年）- 速水克彦 / ザ・ブレイダー 役
- 対極の天
- ウルトラマンダイナ - トミタ研究員 役
- 物書同心 居眠り紋蔵
- リミット
- 高木検事室の事件簿
- スタアの恋
- 世にも奇妙な物語・春の特別編
- 検事 霞夕子
- 救急救命士・牧田さおり
- 温泉へ行こう4
- 仮面ライダー剣（2004年）- 嶋昇 役
- 相棒・シーズンIII
- ハゲタカ
- 陽はまた昇る
- 図書館戦争 ブック・オブ・メモリーズ（2015年10月5日、TBS）

### オリジナルビデオ
- ゼロウーマン
- 性犯罪白書
- ザ・オークション
- ヤンママギャンブラー
- 真・雀鬼7〜さらば友よ、引き裂かれた麻雀 - 若き日の桜井章一 役
- 難波金融伝ミナミの帝王23「詐欺の手口」

### CM
- セントメリースキー場
- 日産・テラノ
- NTTドコモ
- ソニー プレイステーション・バイオハザード編
- 日清サラダ油ライト
- 東芝CPサーバー・マグニア
- スズキアルト
- ニッスイ食品牛大和煮
- JR東日本（長野地域限定）
- 藤沢薬品 プレコール
- KDDI〜空港編〜
- SBIアラプロモ株式会社アラプラス深い眠り 眠リエ登場編

### ゲーム
- 仮面ライダー剣（2004年、PS2） - 嶋昇 / タランチュラアンデッド 役